# 盜竊罪法令 (普通法)
盜竊罪法令是一種法令簡稱，以前用於英國及愛爾蘭共和國有關盜竊（larceny）及其他侵犯財產權罪行的法例。
具有這一簡稱的法令草案在國會通過期間稱為盜竊罪法案（Larceny Bill）。
《盜竊罪法令》（Larceny Acts）是具有該簡稱的法例或所有有關盜竊罪（larceny）的法例的合稱。
另見盜竊罪法令（Theft Act）。

## 英國
- 《1827年盜竊罪法令》（Larceny Act 1827） (7 & 8 Geo.4 c 29)
- 《1861年盜竊罪法令》（Larceny Act 1861） (24 & 25 Vict c 96)
- 《1868年盜竊罪法令》（Larceny Act 1868） (31 & 32 Vict c 116) (Section 1 repealed by the Larceny Act 1916, s.48(1) & Sch.)
- 《1870年盜竊罪（廣告）法令》（Larceny (Advertisements) Act 1870） (33 & 34 Vict. c.65)
- 《1896年盜竊罪法令》（Larceny Act 1896） (59 & 60 Vict c 52) (Repealed by the Larceny Act 1916, s.48(1) & Sch.)
- 《1901年盜竊罪法令》（Larceny Act 1901） (1 Edw 7 c 10)
- 《1916年盜竊罪法令》（Larceny Act 1916） (6 & 7 Geo 5 c 50)

### 1861及1870年的《盜竊罪法令》
《1861及1870年盜竊罪法令》（Larceny Acts 1861 and 1870）是《1861年盜竊罪法令》及《1870年盜竊罪（廣告）法令》的合稱。

## 愛爾蘭
- (Larceny)(9 Geo 4 c 55)

## 愛爾蘭共和國
- 《1990年盜竊罪法令》（Larceny Act 1990） (No.9)